# بونی آرونز
بونی آرونز (انگلیسی: Bonnie Aarons) هنرپیشه اهل ایالات متحده آمریکا است. وی از سال ۱۹۹۴ میلادی تاکنون مشغول فعالیت بوده‌است.
از فیلم‌هایی که وی در آن نقش داشته است، می‌توان به دفترچه امیدبخش، دفتر خاطرات شاهدخت، یک، دو، خیلی، احضار ۲، آنابل: آفرینش و راهبه اشاره کرد.